# Чіпі – Баркалдайн
Чіпі – Баркалдайн (Cheepie – Barcaldine) – газопровід у австралійському штаті Квінсленд.
В 1995-му ввели в дію трубопровід довжиною 240 кілометрів для подачі продукції газового родовища Гілмор до ТЕС Баркалдайн. Втім, родовищ відносилось до дрібних та вже за кілька років наблизилось до виснаження, тому в 2003-му ввели в дію ділянку між Чіпі та Гілмор, що дозволила почати поставки блакитного палива з газопроводу Баллера – Валлумбілла.
Загальна довжина траси Чіпі – Баркалдайн становить 404 кілометра (за іншими даними – 390 кілометрів). Газопровід виконаний в діаметрах 100 мм та 150 мм і має пропускну здатність на рівні 0,16 млн м3 на добу.
В середині 2020-х анонсували проект виробництва водню з використанням сонячної енергії, при цьому водень має впорскуватись до трубопроводу Чіпі – Баркалдайн.